# Prosynsynella hayi
Prosynsynella hayi är en kräftdjursart som beskrevs av Hugo Frederik Nierstrasz och Brender a Brandis1929. Prosynsynella hayi ingår i släktet Prosynsynella och familjen Bopyridae. Inga underarter finns listade i Catalogue of Life.